# Wendy Gilchrist
Wendy Gilchrist, nota anche con lo pseudonimo di Wendy Paish (17 maggio 1950), è un'ex tennista australiana.

## Carriera
Nei tornei del Grande Slam ha ottenuto il suo miglior risultato agli Australian Open raggiungendo le semifinali di doppio nel 1970, in coppia con la connazionale Lesley Hunt.